# جيم ميلر (مونتير)
جيم ميلر (بالإنجليزية: Jim Miller)‏ هو مونتير أمريكي، ولد في 1955 في شيكاغو في الولايات المتحدة.

## وصلات خارجية
- جيم ميلر على موقع IMDb (الإنجليزية)
- جيم ميلر على موقع ألو سيني (الفرنسية)
- جيم ميلر على موقع أول موفي (الإنجليزية)
- جيم ميلر على موقع قاعدة بيانات الأفلام السويدية (السويدية)
- جيم ميلر على موقع قاعدة بيانات الأفلام السويدية (السويدية)
- جيم ميلر على موقع قاعدة بيانات الفيلم (الإنجليزية)
- جيم ميلر على موقع كينوبويسك (الروسية)
- جيم ميلر على موقع كينوبويسك (الروسية)